# مرد من (فیلم ۲۰۱۴)
مرد من (به ژاپنی: 私の男 Watashi no Otoko)(به انگلسی: My Man) فیلمی در ژانر رمانتیک است که در سال ۲۰۱۴ منتشر شد. از بازیگران آن می‌توان به تادانابو آسانو و کنگو کورا اشاره کرد.